# Tayfun
Tayfun ist ein türkischer männlicher Vorname englischer Herkunft (englisch typhoon ‚Taifun‘).

## Namensträger
- Tayfun Aksoy (* 1994), belgisch-türkischer Fußballspieler
- Tayfun Bademsoy (* 1958), deutscher Schauspieler
- Tayfun Baydar (* 1975), deutscher Schauspieler
- Tayfun Belgin (* 1956), deutscher Kunsthistoriker und Museumsleiter
- Tayfun Cora (* 1983), türkischer Fußballspieler
- Tayfun Erdem (Tayfun; * 19**), deutsch-türkischer Pianist, Komponist und Sänger
- Tayfun Hut (* 1967), türkischer Fußballspieler und -trainer
- Tayfun Keltek (* 1947), deutscher Politiker (SPD)
- Tayfun Korkut (* 1974), deutsch-türkischer Fußballspieler und -trainer
- Tayfun Pektürk (* 1988), deutscher Fußballspieler
- Tayfun Taşdemir (* 1975), türkischer Billardspieler